# Kalinówka (Zamość)
Pour les articles homonymes, voir Kalinówka.
Kalinówka (prononciation [kaliˈnufka]) est un village de la gmina de Skierbieszów, du powiat de Zamość, dans la voïvodie de Lublin, situé dans l'est de la Pologne.
Il se situe à environ 5 kilomètres à l'ouest de Skierbieszów (siège de la gmina), 17 kilomètres au nord de Zamość (siège du powiat) et 67 kilomètres au sud-est de Lublin (capitale de la voïvodie).

## Administration
De 1975 à 1998, le village est attaché administrativement à l'ancienne voïvodie de Zamość.

Depuis 1999, il fait partie de la nouvelle voïvodie de Lublin.